# Csumatien
Csumatien (egyszerűsített kínai írással: 驻马店市, pinjin: Zhùmǎdiàn) prefektúra szintű város Kínában, Honan tartományban. Lakosainak száma 7 008 427 fő (2020).

## Népesség
| Lakosok száma | 7 452 752 | 7 231 234 | 7 036 600 | 7 008 427 |
|               | 2000      | 2010      | 2018      | 2020      |

## Testvérvárosok
- Medgidia